# Niederau (stacja kolejowa)
Niederau (niem: Bahnhof Niederau) – stacja kolejowa w Niederau, w kraju związkowym Saksonia, w Niemczech. Budynek stacji otwarto w dniu 15 maja 1842 roku i jest najstarszym budynkiem stacyjnym  działającym w Niemczech, dopóki niemieckie koleje zrezygnował z korzystania z budynku po 2000 roku i sprzedały go.
Według klasyfikacji Deutsche Bahn posiada kategorię 6.

## Historia
Po otwarciu linii Lipsk – Drezno w dniu 7 kwietnia 1839 roku, stacja Oberau, była najbliższą stacją dla Miśni. Jednak niekorzystna sytuacja stacji, położona wysoko nad wlotem do Oberauer Tunnel, sprawiło, że miasto szukało miejsca dla nowej stacji. Starania zakończyły się sukcesem: W dniu 1 kwietnia 1842 roku nowy dworzec kolejowy w Niederau po półrocznym okresie budowy otwarto 15 maja 1842. Jednocześnie nowa prosta droga dojazdowa z Miśni została zbudowana do Niederau.
Po otwarciu bezpośredniego połączenia Miśni z Dreznem i Lipskiem, znaczenie stacji Niederau znacznie zmalało.
W 1988 roku, na rok przed obchodami 150-lecia "pierwszej niemieckiej kolei dalekobieżnej" Lipsk – Drezno, dworzec został całkowicie odrestaurowany. W tym czasie budynek dworca był najstarszym w sieci Deutsche Reichsbahn. [6]
Kilka lat temu (w 2009 roku), Deutsche Bahn sprzedały budynek dworca.

## Linie kolejowe
- Lipsk – Drezno